# InterRail
L'InterRail, o Interrail, è un biglietto ferroviario, disponibile ai residenti europei, che permette viaggi illimitati su treni di seconda classe o prima classe verso o all'interno dei paesi europei partecipanti, per un certo periodo di tempo. Per i cittadini non residenti in Europa è disponibile il pass Eurail.

## Storia

### Fino al 2005

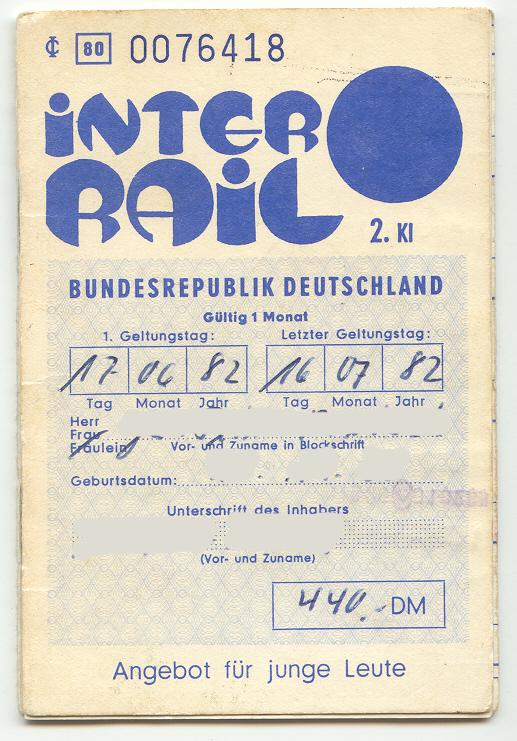
Biglietto Interrail del 1982

- 1972: Inizia il programma Interrail limitatamente ai viaggiatori con meno di 21 anni in 21 paesi: Austria, Belgio, Danimarca, Finlandia, Francia, Germania Ovest, Grecia, Irlanda, Italia, Jugoslavia, Lussemburgo, Norvegia, Paesi Bassi, Polonia, Portogallo, Regno Unito, Spagna, Svezia, Svizzera, Ungheria.
- 1976: L'età limite passa a 23 anni.
- 1979: L'età limite passa a 26 anni.
- 1982: Viene introdotta l'obbligatorietà dei 6 mesi di residenza in uno dei territori partecipanti.
- 1985: Vengono inseriti nell'offerta servizi navali.
- 1991: La fine dell'Unione Sovietica porta ad espandere il numero di paesi.
- 1994: Si passa da 29 agli attuali 30 paesi partecipanti.
- 1998: Il biglietto diventa utilizzabile ad ogni età con diverse tariffe. È stabilito il sistema ad 8 zone che sarebbe stato in vigore fino al marzo 2007:
  - Zona A - Regno Unito, Irlanda
  - Zona B - Finlandia, Norvegia, Svezia
  - Zona C - Austria, Danimarca, Germania, Svizzera
  - Zona D - Bosnia ed Erzegovina, Croazia, Repubblica Ceca, Ungheria, Polonia, Slovacchia
  - Zona E - Belgio, Francia, Lussemburgo, Paesi Bassi
  - Zona F - Marocco, Portogallo, Spagna
  - Zona G - Grecia, Italia, Slovenia, Turchia e anche i traghetti tra Italia e Grecia (Ancona/Bari – Corfù/Igoumenitsa/Patrasso)
  - Zona H - Bulgaria, Repubblica di Macedonia, Romania, Serbia, Montenegro

### Dal 2007
Dal primo aprile 2007 la divisione a zone non esiste più, consentendo maggiore flessibilità; diventa possibile avere un biglietto per una sola nazione (One Country Pass) o per tutte le nazioni che aderiscono (Global Pass). A partire dal 2015 i bambini al di sotto dei 12 anni non pagano, purché accompagnati da un adulto; ogni adulto ha diritto a due gratuità. A partire dal 2016 il biglietto può essere usato nel paese di residenza/cittadinanza per raggiungere la frontiera e tornare dalla frontiera, per i cittadini degli stati che fanno parte della comunità dei 30 Stati partecipanti.

## Tipologie di acquisto

### Global Pass

I paesi aderenti al Global Pass

I Paesi in cui può essere usato il Global Pass, con durata da 10 fino a 30 giorni, sono Austria, Belgio, Bosnia ed Erzegovina, Bulgaria, Croazia, Repubblica Ceca, Danimarca, Finlandia, Francia, Germania, Grecia, Ungheria, Irlanda, Italia, Lussemburgo, Repubblica di Macedonia, Montenegro, Paesi Bassi, Norvegia, Polonia, Portogallo, Romania, Serbia, Slovacchia, Slovenia, Spagna, Svizzera, Svezia, Turchia, Regno Unito.
Inoltre, ferrovie che attraversano Principato di Monaco e Liechtenstein sono coordinate rispettivamente da Francia e Austria i traghetti da Patrasso ad Igoumenitsa (in Grecia) e da Ancona a Bari (in Italia).
I biglietti InterRail non sono validi in Albania, Bielorussia, Estonia, Lettonia, Lituania, Moldavia, Russia e Ucraina. Inoltre non vi sono binari ferroviari che passino nei paesi o nelle zone di Andorra, Cipro, Fær Øer, Gibilterra, Islanda, Malta, San Marino e Città del Vaticano.

### One Country Pass
Con il Country Pass si può circolare liberamente su una rete ferroviaria di un Paese europeo fino a 30 giorni. Il prezzo varia a seconda della fascia:
- Livello 1 (più costoso): Francia, Germania, Regno Unito
- Livello 2: Austria, Norvegia, Spagna, Svezia
- Livello 3: Benelux, Danimarca, Finlandia, Greece Plus, Italia, Irlanda, Svizzera
- Livello 4: Repubblica Ceca, Croazia, Grecia, Ungheria, Polonia, Portogallo, Romania
- Livello 5 (meno costoso): Bulgaria, Repubblica di Macedonia, Serbia, Slovacchia, Slovenia, Turchia

Belgio, Lussemburgo e Paesi Bassi sono riuniti nella loro unica regione del Benelux, nel livello 3. L'offerta "Greece Plus" include i traghetti dalla Grecia verso l'italia; inoltre nel 2015 è stato introdotto l'"Attica Pass" che permette di utilizzare i traghetti in Grecia per visitare le principali isole greche. Bosnia ed Erzegovina e Montenegro non sono inclusi nella tipologia di biglietto.